# André Duval
Pour les articles homonymes, voir André Duval (homonymie) et Duval.
André Duval (Québec, 21 avril 1920 – Montréal, 30 mars 2018) est un écrivain et historien québécois.

## Romans
- Le Mercenaire (1961)
- Les Condisciples (1971)

## Histoire
- Québec romantique (1978)
- La Capitale (1979)
- Québec-Boston (1980)
- Dorval: trois siècles d'histoire (1989)
- Mon lac se raconte: Lac Beauport (1983)
- Place Jacques-Cartier (1984)

Le fonds d’archives d'André Duval est conservé au centre d’archives de Québec de la Bibliothèque et Archives nationales du Québec.